# Resolução 299 do Conselho de Segurança das Nações Unidas
Resolução 299 do Conselho de Segurança das Nações Unidas aprovada por unanimidade em 30 de setembro de 1971, após examinar o pedido do Sultanato de Omã para adesão às Nações Unidas, o Conselho recomendou à Assembleia Geral que Omã fosse admitido.